# Rúskaya beseda

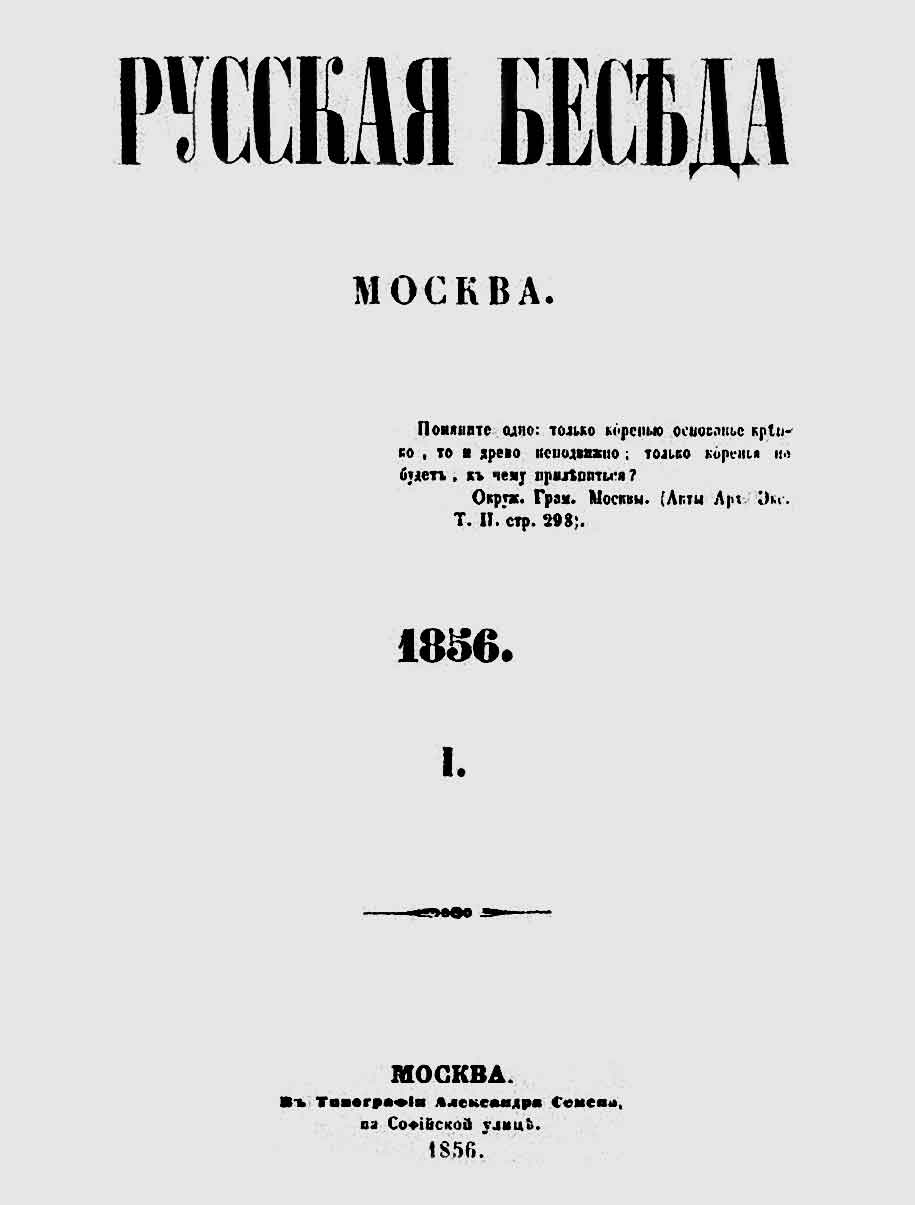
Portada de la primera edición de la publicación (1856).

Rúskaya beseda (en ruso: Русская беседа, "Conversación Rusa") fue una revista eslavófila y patriótica, publicada en Moscú, Imperio ruso, entre 1856 y 1860 por el eslavófilo Aleksandr Kosheliov (editor y redactor; otros redactores eran Treti Filípov, Piotr Barténev, Mijaíl Maksímovich e Iván Aksákov).
Inicialmente se editaron cuatro volúmenes por año, cifra que se incrementaría a seis en 1859, mientras que en 1860 solo se editaron dos. La revista era impresa en la tipografía de Aleksandr Semión. En los primeros tres años el censor fue Nikolái Kruze y en 1859 pasó a serlo Alesksandr Drashusov. La edición se realizaba en comandita, los socios Kosheliov, Samarin, Jomiakov y Cherkaski componían el consejo de redacción. Se abrieron seis departamentos: literatura, ciencias, crítica, revista, mezcla y biografías.
En la edición de la revista tomaron parte Konstantín Aksákov, Iván Beláyev, Aleksandr Hilferding y Nikita Guiliárov-Platónov. La revista hacía propaganda de la ideología eslavófila: defendía la necesidad de la conservación de la autocracia, la convocación de un consejo de estado consultivo y la realización de una serie de reformas -libertad de prensa, anulación de la pena de muerte, etc.-. En la publicación del volumen especial Sélskoye blagustroistvo (Сельское благустройство), dedicado a la cuestión campesina, la revista apoyaba la anulación del régimen de servidumbre, el rescate y la conservación de la comunidad como inicio conservador de la vida rusa.
La revista no consiguió alcanzar a un círculo grande de lectores. Según el testimonio de Iván Aksákov, los principales lectores se hallaban entre el clero, provocando la indiferencia absoluta entre la juventud y los intelectuales demócratas. Como resultado, en 1860 dejó de publicarse Rúskaya beseda.